# Ivan Bernot
Ivan Bernot (partizansko ime Živko) , slovenski agronom in družbenopolitični delavec, * 20. oktober 1914, Ljubljana, † 2. avgust 1977, Ljubljana.

## Življenje in delo
Agronomijo je študiral v Pragi, Zagrebu in Ljubljani. Po okupaciji Kraljevine Jugoslavije je jeseni 1941 organiziral vstajo v Mokronogu in se spomladi 1942 pridružil narodnoosvobodilni borbi; bil politični komisar v raznih enotah, inštruktor oficirske šole 9. korpusa in komisar oficirske šole pri Glavnem štabu Narodnoosvobodilne vojske in partizanskih odredov Slovenije. Po osvoboditvi je bil pomočnik ministra za kmetijstvo Ljudske republike Slovenije (1945–1949), direktor Kmetijskega znanstvenega zavoda Slovenije (1949–1951), direktor založbe Kmečka knjiga (1951–1953), poslanec okraja Krško v zvezni ljudski skupščini, član izvršnega odbora Glavne zadružne zveze Slovenije in Jugoslavije (1954–1958), direktor Agrobiroja (1958–1967) in Poslovnega združenja za mehanizacijo kmetijstva (1967–1977). Prizadeval si je za izvedbo agrarne reforme, za vpeljavo zadružništva in modernizacijo kmetijstva. Za udeležbo v partizanih je prejel spomenico 1941. Bil je brat Vide Tomšič.